# Ben McLachlan
Ben McLachlan (ur. 10 maja 1992 w Queenstown) – japoński tenisista, który do 2017 reprezentował Nową Zelandię, reprezentant Japonii w Pucharze Davisa, olimpijczyk z Tokio (2020).

## Kariera tenisowa
Zawodowy tenisista w latach 2014–2024.
Zwycięzca siedmiu turniejów o randze ATP Tour w grze podwójnej z trzynastu rozegranych finałów.
W latach 2017–2023 reprezentant Japonii w Pucharze Davisa.
W 2021 roku zagrał na igrzyskach olimpijskich w Tokio, osiągając ćwierćfinały debla i miksta. W grze podwójnej startował z Keim Nishikoriem, a w grze mieszanej z Eną Shibahara.
W rankingu gry pojedynczej McLachlan najwyżej był na 729. miejscu (15 czerwca 2015), a w klasyfikacji gry podwójnej na 18. pozycji (5 listopada 2018).

### Finały w turniejach ATP Tour
| Legenda                                      |
| -------------------------------------------- |
| Wielki Szlem                                 |
| Igrzyska olimpijskie                         |
| Tennis Masters Cup / ATP Finals              |
| ATP Masters Series / ATP Tour Masters 1000   |
| ATP International Series Gold / ATP Tour 500 |
| ATP International Series / ATP Tour 250      |

#### Gra podwójna (7–6)
| Końcowy wynik | Nr | Data                 | Turniej      | Nawierzchnia  | Partner            | Przeciwnicy                     | Wynik finału      |
| ------------- | -- | -------------------- | ------------ | ------------- | ------------------ | ------------------------------- | ----------------- |
| Zwycięzca     | 1. | 8 października 2017  | Tokio        | Twarda        | Yasutaka Uchiyama  | Jamie Murray Bruno Soares       | 6:4, 7:6(1)       |
| Finalista     | 1. | 11 lutego 2018       | Montpellier  | Twarda (hala) | Hugo Nys           | Ken Skupski Neal Skupski        | 6:7(2), 4:6       |
| Finalista     | 2. | 6 maja 2018          | Stambuł      | Ceglana       | Nicholas Monroe    | Dominic Inglot Robert Lindstedt | 6:3, 3:6, 8–10    |
| Zwycięzca     | 2. | 30 września 2018     | Shenzhen     | Twarda        | Joe Salisbury      | Robert Lindstedt Rajeev Ram     | 7:6(5), 7:6(4)    |
| Zwycięzca     | 3. | 7 października 2018  | Tokio        | Twarda        | Jan-Lennard Struff | Raven Klaasen Michael Venus     | 6:4, 7:5          |
| Zwycięzca     | 4. | 12 stycznia 2019     | Auckland     | Twarda        | Jan-Lennard Struff | Raven Klaasen Michael Venus     | 6:3, 6:4          |
| Finalista     | 3. | 24 lutego 2019       | Marsylia     | Twarda (hala) | Matwé Middelkoop   | Jérémy Chardy Fabrice Martin    | 3:6, 7:6(4), 3–10 |
| Finalista     | 4. | 2 marca 2019         | Dubaj        | Twarda        | Jan-Lennard Struff | Rajeev Ram Joe Salisbury        | 6:7(4), 3:6       |
| Zwycięzca     | 5. | 18 stycznia 2020     | Auckland     | Twarda        | Luke Bambridge     | Marcus Daniell Philipp Oswald   | 7:6(3), 6:3       |
| Finalista     | 5. | 23 lutego 2020       | Delray Beach | Twarda        | Luke Bambridge     | Bob Bryan Mike Bryan            | 6:3, 5:7, 5–10    |
| Zwycięzca     | 6. | 25 października 2020 | Kolonia      | Twarda (hala) | Raven Klaasen      | Kevin Krawietz Andreas Mies     | 6:2, 6:4          |
| Zwycięzca     | 7. | 8 sierpnia 2021      | Waszyngton   | Twarda        | Raven Klaasen      | Neal Skupski Michael Venus      | 7:6(4), 6:4       |
| Finalista     | 6. | 20 lutego 2022       | Marsylia     | Twarda (hala) | Raven Klaasen      | Denys Mołczanow Andriej Rublow  | 6:4, 5:7, 7–10    |